# 三碘化硼
三碘化硼是硼与碘形成的无机化合物，化学式为BI3。它的空间构型为平面正三角形。它是一种结晶固体。它的介電係數是5.38，汽化热是40.5 kJ/mol（9.7 kcal/mol）。
三碘化硼可由硼氢化锂与碘单质在己烷中回流制得，或者在合适的温度下由碱金属硼氢化物与碘单质反应获得。
{\displaystyle {\rm {\ MBH_{4}+3I_{2}\rightarrow BI_{3}+MI+2HI+H_{2}(M=Li,Na)}}}
赤热下碘化氢与三氯化硼反应也得到三碘化硼。 